# 천지도
천지도(중국어 정체자: 天知道, 병음: Tiānzhīdào 톈즈다오[*], 영어: )은 2025년 8월 4일부터 SET 타이완에서 방송 중인 텔레비전 드라마이다.

## 등장 인물
- 옹가명 (翁家明)
- 임의방 (林義芳)
- 방문림 (方文琳)
- 갈조은 (葛兆恩)
- 황신호 (黃新皓)
- 여설봉 (呂雪鳳)
- 예제민 (倪齊民)
- 호자훤 (胡子萱)